# Вовче (Синельниківський район)
Во́вче — село в Україні, у Синельниківському районі Дніпропетровської області. Входить до складу Покровської селищної громади. Населення становить 13 осіб.

## Географія
Село Вовче розташоване на лівому березі річки Вовча, вище за течією на відстані 3,5 км розташоване село Орестопіль, нижче за течією на відстані 2,5 км розташоване село Тихе. На відстані 2 км знаходиться село Андріївка.

## Історія
Розташоване в південній частині району на лівому березі річки Вовча, на березі якої спочатку постав хутір, названий Вовчанським, з якого постало село з назвою Вовче. Населений пункт виріс на рубежі ХІХ-ХХ століть.
До 2016 року орган місцевого самоврядування — Олександрівська сільська рада.
12 червня 2020 року, відповідно до розпорядження Кабінету Міністрів України № 709-р від «Про визначення адміністративних центрів та затвердження територій територіальних громад Дніпропетровської області», увійшло до складу Покровської селищної громади.
19 липня 2020 року, в результаті адміністративно-територіальної реформи і ліквідації Покровського району, село увійшло до складу новоутвореного Синельниківського району.